# Georgian Post
Georgian Post  est une entreprise géorgienne dont l’activité principale est le traitement du courrier postal. 

## Galerie

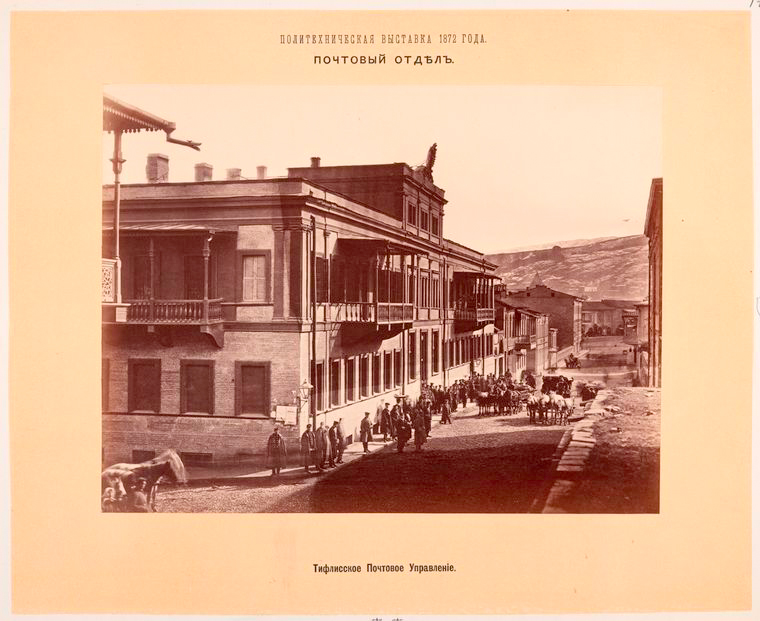
L'administration postale à Tbilissi en 1872
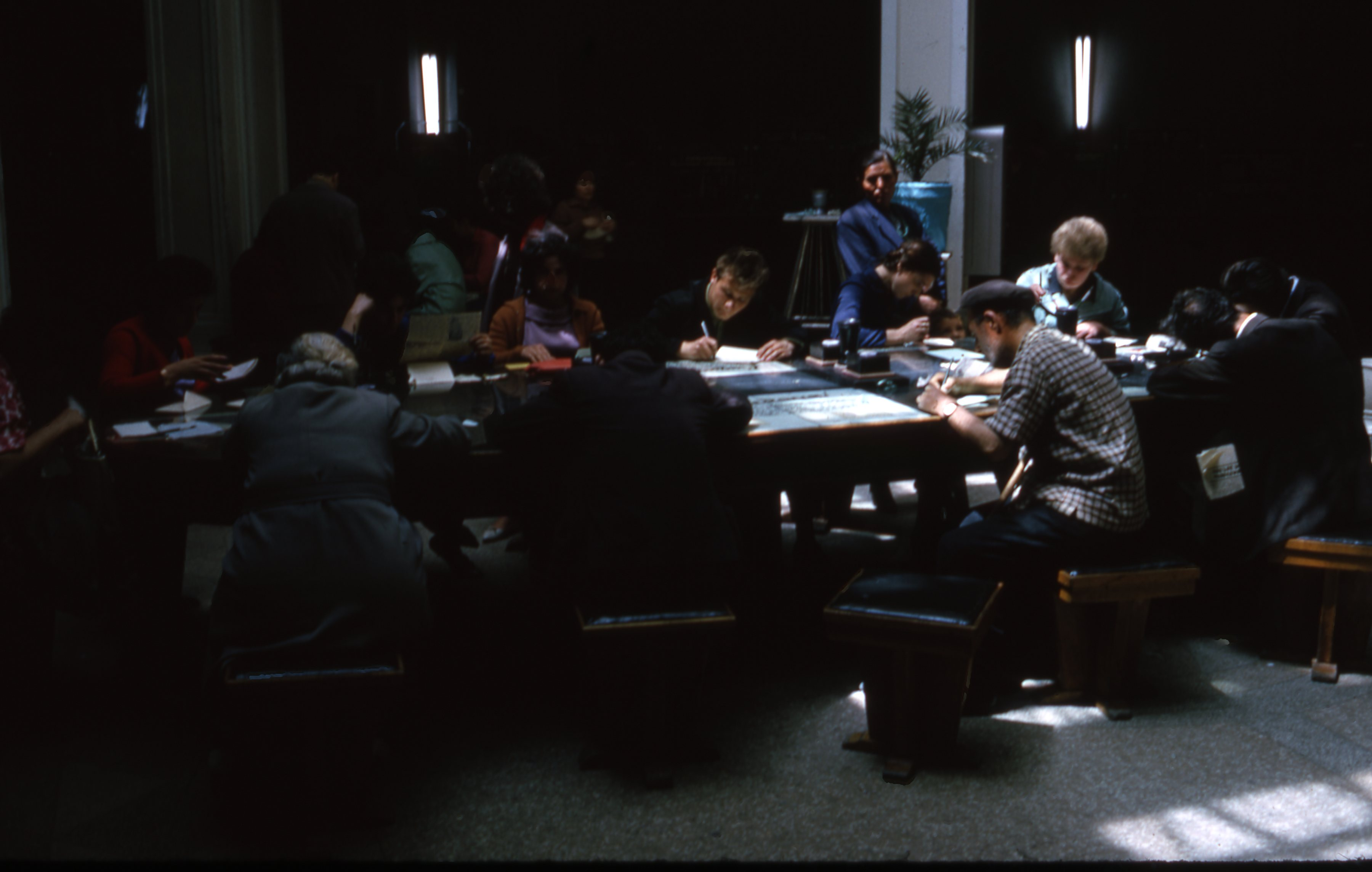
Personnes dans un bureau de poste géorgien en 1964. Photographe : Thomas T. Hammond
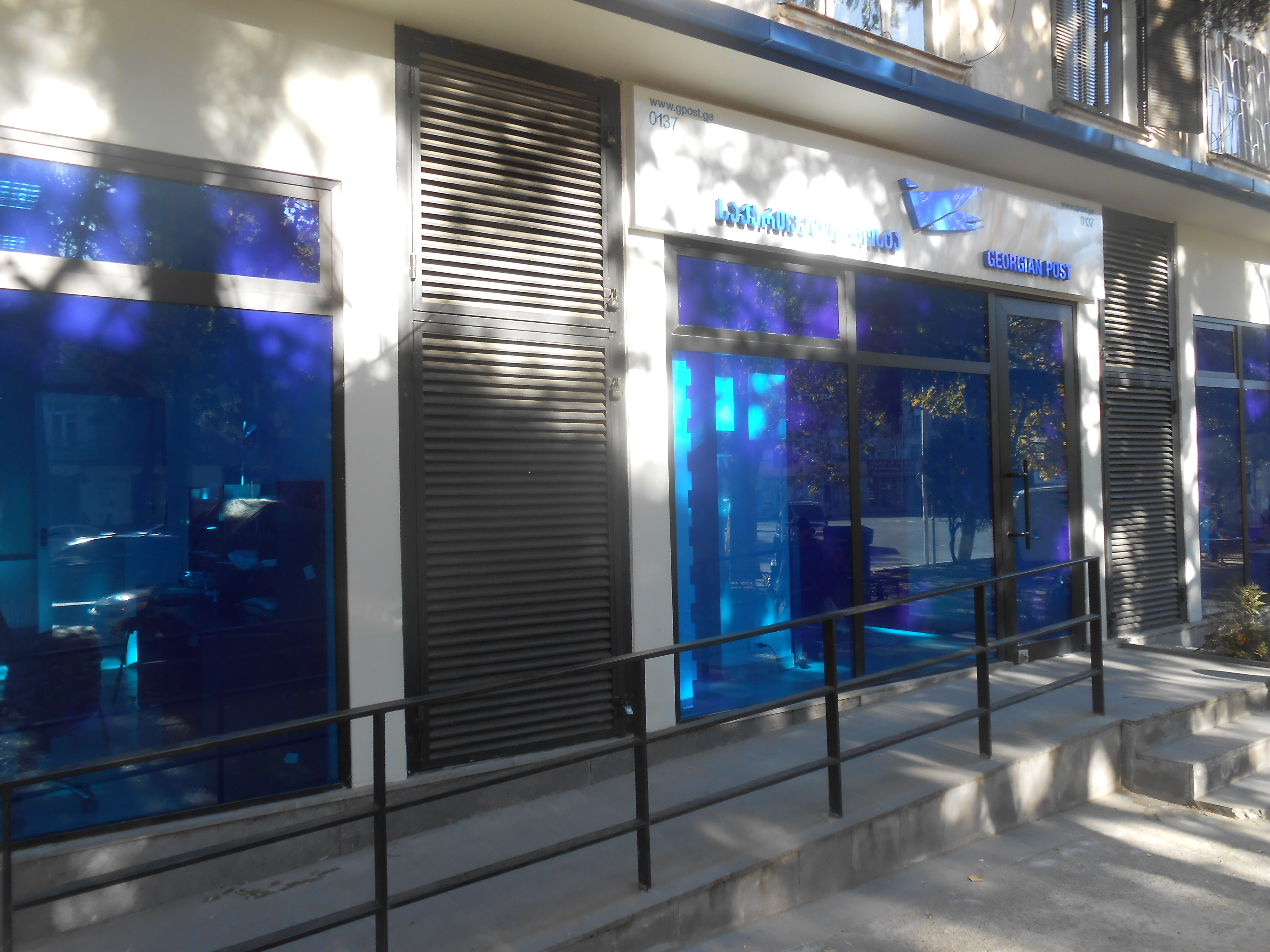
Bureau de poste à Tbilissi
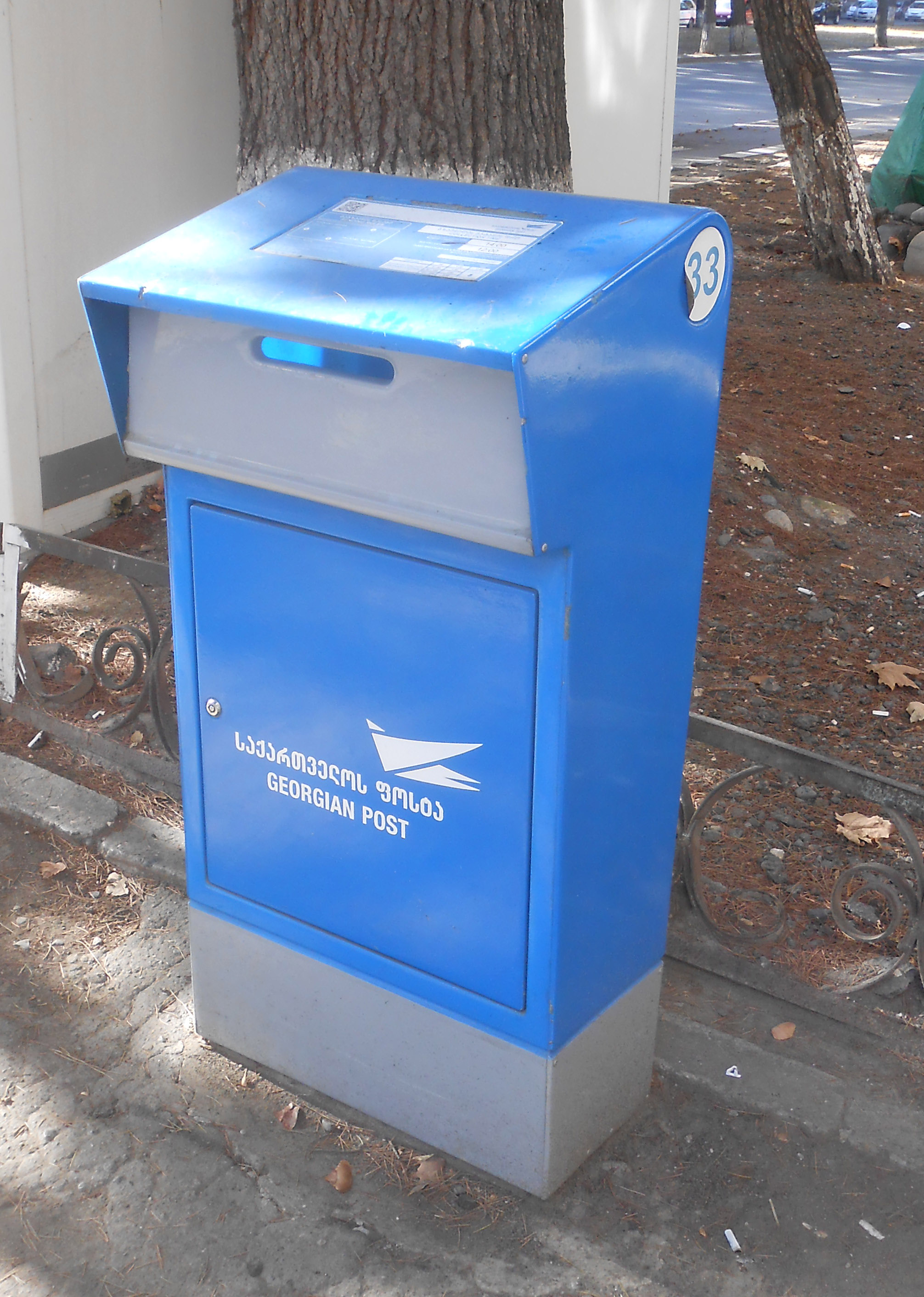
Boîte-aux-lettres